# Greatest Hits (album de Spice Girls)
Greatest Hits este o colecție de single-uri creată de formația pop britanică Spice Girls.

## Track listings
Credits adapted from the liner notes of Greatest Hits.
| Nr.             | Titlu                               | Autor(i) | Producer(s)                         | Lungime |  |
| 1.              | „Wannabe”                           | Spice Girls Richard Stannard Matt Rowe | Rowe Stannard                       | 2:54    |  |
| 2.              | „Say You'll Be There”               | Spice Girls J. Buck Eliot Kennedy | Absolute                            | 3:58    |  |
| 3.              | „2 Become 1”                        | Spice Girls Stannard Rowe | Rowe Stannard Andy Bradfield (add.) | 4:04    |  |
| 4.              | „Mama”                              | Spice Girls Stannard Rowe | Rowe Stannard                       | 3:42    |  |
| 5.              | „Who Do You Think You Are”          | Spice Girls Andy Watkins Paul Wilson | Absolute                            | 3:46    |  |
| 6.              | „Move Over”                         | Spice Girls Clifford Lane Stannard Mary Wood                                                                                                | Rowe Stannard                       | 2:44    |  |
| 7.              | „Spice Up Your Life”                | Spice Girls Stannard Rowe | Rowe Stannard                       | 2:56    |  |
| 8.              | „Too Much”                          | Spice Girls Watkins Wilson | Absolute                            | 3:53    |  |
| 9.              | „Stop”                              | Spice Girls Watkins Wilson | Absolute                            | 3:26    |  |
| 10.             | „Viva Forever”                      | Spice Girls Stannard Rowe | Rowe Stannard                       | 4:14    |  |
| 11.             | „Let Love Lead the Way”             | Victoria Beckham Melanie Brown Emma Bunton Melanie Chisholm LaShawn "The Big Shiz" Daniels Fred Jerkins III Rodney Jerkins Harvey Mason Jnr | Mason Jnr Daniels Jerkins           | 4:16    |  |
| 12.             | „Holler”                            | Beckham Brown Bunton Chisholm Daniels Jerkins III Jerkins                                                                                   | Daniels Jerkins                     | 3:57    |  |
| 13.             | „Headlines (Friendship Never Ends)” | Spice Girls Stannard Rowe | Rowe Stannard                       | 3:31    |  |
| 14.             | „Voodoo”                            | Spice Girls Stannard Rowe | Rowe Stannard                       | 3:11    |  |
| 15.             | „Goodbye”                           | Spice Girls Stannard Rowe | Rowe Stannard                       | 4:22    |  |
| Lungime totală: | Lungime totală:                     | Lungime totală: | Lungime totală:                     | 54:44   |  |

| iTunes Store bonus tracks |                                          |         |  |
| Nr.                       | Titlu                                    | Lungime |  |
| 16.                       | „Wannabe” (Junior Vasquez Gomis Dub)     | 6:38    |  |
| 17.                       | „Tell Me Why” (Jonathan Peters Edit)     | 3:24    |  |
| 18.                       | „Say You'll Be There” (Junior's X-Beats) | 6:57    |  |
| 19.                       | „Girl Power” (video)                     | 5:26    |  |

| Special edition DVD |                                                       |                   |         |  |
| Nr.                 | Titlu                                                 | Director(s)       | Lungime |  |
| 1.                  | „Wannabe”                                             | Jhoan Camitz      | 3:56    |  |
| 2.                  | „Say You'll Be There”                                 | Vaughan Arnell    | 3:52    |  |
| 3.                  | „2 Become 1”                                          | Big TV!           | 3:56    |  |
| 4.                  | „Mama”                                                | Big TV!           | 3:37    |  |
| 5.                  | „Who Do You Think You Are”                            | Greg Masuak       | 3:42    |  |
| 6.                  | „Spice Up Your Life”                                  | Marcus Nispel     | 3:05    |  |
| 7.                  | „Too Much”                                            | Howard Greenhalgh | 3:50    |  |
| 8.                  | „Stop”                                                | James Brown       | 3:31    |  |
| 9.                  | „Viva Forever”                                        | Steve Box         | 4:10    |  |
| 10.                 | „Let Love Lead the Way”                               | Greg Masuak       | 4:18    |  |
| 11.                 | „Holler”                                              | Jake Nava         | 4:15    |  |
| 12.                 | „Headlines (Friendship Never Ends)” (US edition only) | Anthony Mandler   | 3:56    |  |
| 13.                 | „Goodbye”                                             | Howard Greenhalgh | 4:35    |  |

| Box set remix disc |                                               |         |  |
| Nr.                | Titlu                                         | Lungime |  |
| 1.                 | „Wannabe” (Motiv 8 Vocal Slam Mix)            | 6:21    |  |
| 2.                 | „Say You'll Be There” (Junior's Main Pass)    | 8:35    |  |
| 3.                 | „2 Become 1” (Dave Way Remix)                 | 4:02    |  |
| 4.                 | „Mama” (Biffco Mix)                           | 5:50    |  |
| 5.                 | „Who Do You Think You Are” (Morales Club Mix) | 9:31    |  |
| 6.                 | „Spice Up Your Life” (Murk Cuba Libre Mix)    | 8:07    |  |
| 7.                 | „Too Much” (SoulShock & Karlin Remix)         | 3:54    |  |
| 8.                 | „Stop” (Morales Remix)                        | 7:25    |  |
| 9.                 | „Viva Forever” (Tony Rich Remix)              | 5:21    |  |
| 10.                | „Holler” (MAW Remix)                          | 8:32    |  |
| 11.                | „Goodbye” (Orchestral Mix)                    | 4:16    |  |